# Zacatlamanic
Zacatlamanic är en ort i Mexiko.   Den ligger i kommunen Ajalpan och delstaten Puebla, i den sydöstra delen av landet, 250 km sydost om huvudstaden Mexico City. Zacatlamanic ligger 2 505 meter över havet och antalet invånare är 867.
Terrängen runt Zacatlamanic är kuperad åt nordväst, men åt sydost är den bergig. Runt Zacatlamanic är det ganska tätbefolkat, med 111 invånare per kvadratkilometer. Närmaste större samhälle är Telpatlán, 12,7 km väster om Zacatlamanic. I omgivningarna runt Zacatlamanic växer i huvudsak blandskog.